# 快樂蜂

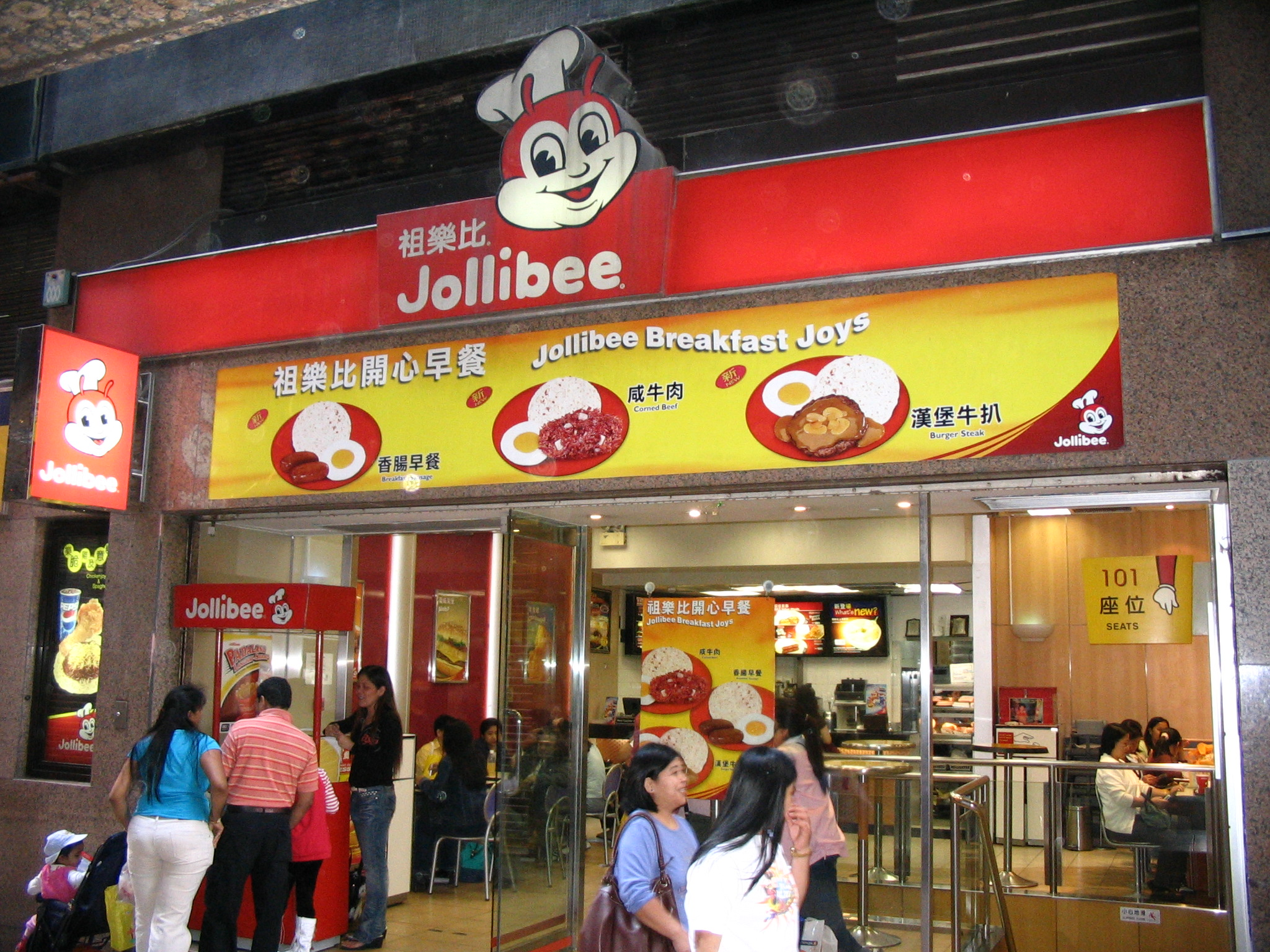
香港中環環球里（環球大廈旁）的一家快樂蜂快餐店

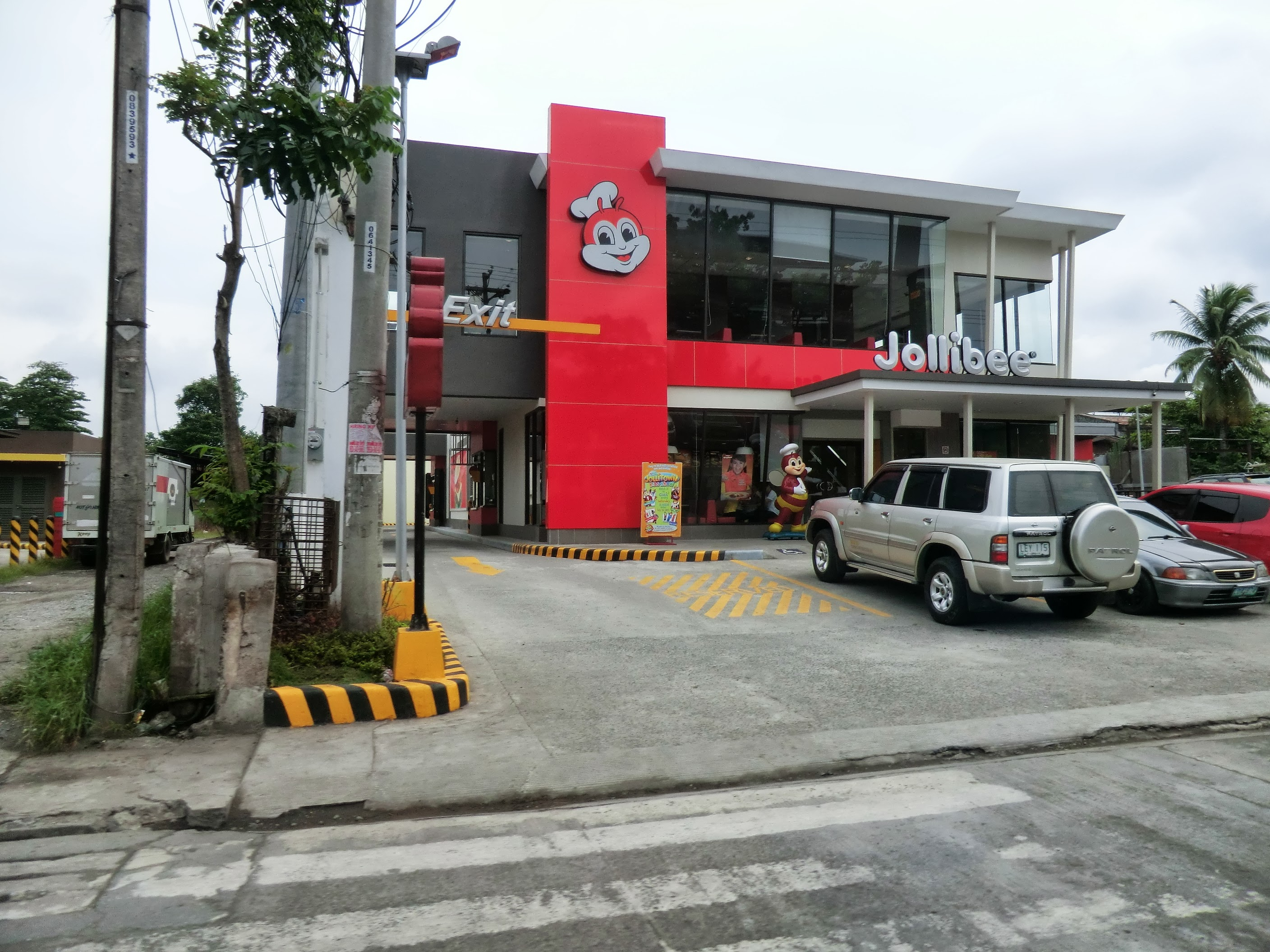
菲律賓達沃市一家快樂蜂快餐店

快樂蜂舊譯為「樂蜂」和「祖樂比」（英語：Jollibee，PSE: SMPH），是菲律賓繼生力啤之後的第二家跨國企業，主营连锁快餐业，提供热狗、汉堡和炸鸡等传统美式快餐，供應的汽水為百事可樂旗下產品。截至2018年12月底，快樂蜂旗下餐饮品牌在菲律賓擁有3,195間門店，旗下各品牌在海外共擁有1,418間門店，合共4,613家間門店。

## 歷史
1975年1月，快樂蜂创业者陳覺中与家人在古堡市开了玉兰冰淇淋店。这个店面后来成为第一个快樂蜂餐馆。1978年1月，快樂蜂食品公司正式成立，定为100%菲律宾公司。冰淇淋店开始出售三明治和意大利面，不久之后热食品比冰淇淋更加畅销，後來冰淇淋店改成坐下来吃西式快餐的餐廳「快樂蜂」。
2007年收购永和大王和2008年收购宏状元，目前两个品牌在中国大陆的连锁店已达到197家，占快樂蜂全球销售额的约9%。2011年11月10日，快樂蜂將買下擁有菲律賓漢堡王的擁有者BK Titans公司54%之股權。
2015年1月8日，快樂蜂佔60%和RRJ資本（RRJ Capital）旗下茉莉花資產控股佔40%合資財團與唐恩都樂（Dunkin' Donuts）簽訂合作協議，於20年內投資三億美金在中國大陸、香港和澳門擴充1,400間分店。唐恩都樂授予RRJ與快樂蜂的合資公司在福建、湖南、江西、廣東、海南、廣西、河北、山西、重慶、貴州、四川、雲南、黑龍江、吉林、北京、天津、香港和澳門的獨家經營權。
2015年10月12日，快樂蜂斥資一億美金收購美國快餐公司Smashburger 40%之權益，Samshburger於美國35個州以及七個城市中擁有335家餐廳，企業價值3.35億美元。
2018年5月11日，快樂蜂斥資3,350萬美元收購添好運點心專門店之亞太地區特許經營權，當中並不包括香港業務。
2018年9月27日，快樂蜂和熊貓快餐（Panda Express）成立各佔50%股權的合資企業，將熊貓快餐引入菲律賓。
2019年7月24日，快樂蜂斥資3.5億美元向私募公司Advent International收購香啡繽，截至2018年底，香啡繽在全球27個國家和地區開設1,189間門店。其中783間門店位於亞洲，2018營業額3.13億美元，淨虧損0.21億美元，債務共計8,356萬美元
2021年2月，吉野家與快樂蜂成立各持一半股權的合資企業，該合資企業將會是吉野家於菲律賓的加盟商。11月4日，宣布將斥資1,280萬美元收購台灣手搖品牌迷客夏51%的股權。
2025年1月，以新台幣1.038億元取得台灣雙月食品社70%股權。

## 各地業務

### 香港
快樂蜂於1996年9月15日開始進駐香港，當時是快樂蜂第二個海外，也是東亞地區唯一的據點，初時名為「樂蜂」及「祖樂比」。全盛期曾經開了多家分店（中環歐陸貿易中心、中環豐樂行地庫、中環中南行地舖、旺角新世紀廣場、屯門屯門市廣場和沙田新城市廣場），至後來只有中環歐陸貿易中心分店（總店）繼續經營。其中有趣的是，位於中南行的地舖結業前後，竟除了本身快樂蜂食品之外，更有其他港式茶餐廳食品一併售賣，後來更易名為「樂豐茶餐廳」，其後才停止售賣快樂蜂食品，成為一間純外賣式茶餐廳，該舖位現為執笠倉旗下的文具佬生活百貨。並且取代美式連鎖快餐店哈迪斯。
目前有21間店舖營運。

### 中國大陸
2008年3月，快樂蜂登陸廣東深圳佳寧娜廣場，成為中國大陆首家快樂蜂公司。但受金融危機衝擊和租金上漲等因素而於2009年3月結業，快樂蜂有關人士指正在物色新店位置，但截至2014年3月仍未有開店的消息。

### 台灣業務
1986年，快樂蜂與台灣親友組成合資公司，當時中文譯名為巧利比。開幕初期業績成長迅速，但由於地點不佳，顧客流量漸漸降低，導致公司業績表現不理想。 快樂蜂總公司派遣到台灣的營運主管與當地夥伴對日常管理方式產生歧見，快樂蜂與台灣合作夥伴之間產生衝突。
1988年，台灣房地產市場起飛連帶店面租金上漲，快樂蜂決定退出台灣市場。
2018年5月，快樂蜂曾透過駐菲律賓代表處，函請台灣連鎖加盟促進協會，尋找台灣合作加盟夥伴，但至今仍未尋找到願意代理的廠商，重返台灣的時程仍為未知數。
2021年11月，宣布以1280萬美元收購手搖品牌迷客夏51%股權。

### 澳門業務
2018年，快樂蜂進駐澳門，於新馬路永光廣場開設分店，並於同年10月開始營業。，2021年7月，在其官方Facebook專頁中宣佈將開設第二間分店，地點為氹仔太子花城。2022年1月10日，位於筷子基海灣南街的第三間分店正式開張。

#### 2019冠狀病毒病澳門疫情
2020年3月23至26日，2名於香港確診的菲律賓籍患者曾光顧新馬路永光廣場分店，當得知該2名境外確診患者曾光顧該餐廳引起澳門廣大市民關注，事後該餐廳於社交專頁公佈該店於3月30日關閉進行深層清潔，但於3月31日重開引起網民於其社交專頁不滿，後來除2名於香港確診的患者光顧餐廳外沒任何社區感染或新增個案。

## 影视作品中出场
2021年上映的日本动画电影《机动战士GUNDAM 闪光的哈萨维》第一部由于故事发生就地位于菲律宾，主创团队特地前往当地取景。团队试图通过一些带有菲律宾本国特色的东西来构建想象中未来的菲律宾景象。因此在电影正片中，主人公哈萨维·诺亚与同伴接头时场景中就出现了现实中菲律宾当地深受欢迎的快餐连锁快乐蜂的品牌标识。

## 旗下品牌
- 快樂蜂
- 中國宏狀元連鎖粥店[7][8]
- 中國永和大王[8][9]
- 菲律賓[8]
- 菲律賓[8]
- 菲律賓漢堡王（54%）[8][10]
- 菲律賓（70%）[8][11]
- 菲律賓超群[Chowking] 错误：{{Lang}}：無法辨識語言標籤 latin（帮助）[8]
- 菲律宾熊猫快餐（50%）[12][13]
- 菲律宾吉野家（50%）[14][15]
- 美國（40%）[8][16][17]
- 美國香啡繽[18][19]
- 美国（47%）[20]
- 添好運亞太區特許經營權（100%）
- 迷客夏（51%）[21][22][23]
  - 雙月食品社（迷客夏買下70%股權）[24]
- 越南高原咖啡[25]
- 越南[PHO] 错误：{{Lang}}：無法辨識語言標籤 latin（帮助）24[26]
- 韓國咖啡連鎖品牌Compose Coffee的70%股權，截至2024年3月擁有約2,500間門市，是韓國第三大咖啡連鎖品牌。